# فريدرش فولر
فريدرش فوهار (بالألمانية: Friedrich Wöhler) هو كيميائي ألماني ولد سنة 1800 وتوفى سنة 1882 قام سنة 1828 بالحصول على اليوريا في مخبره، أي انه استطاع ان ينتج مادة عضوية (اليوريا) في المخبر من مادة غير عضوية (سينات الامونيا). كما اشتهر بعمله في الكيمياء غير العضوية، كونه أول من عزل العناصر الكيميائية البريليوم والإيتريوم في على شكل معدن نقي. وهو أول من أعد العديد من المركبات غير العضوية بما في ذلك السيلان ونتريد السيليكون.. قدم فريدرش أيضًا مفهوم المجموعة الوظيفية، والذي كان مفهومًا جديدًا أدى إلى تطوير فهم المركبات العضوية.

## حياته
ولد فريدرخ فولر سنة 1800 لأب كان يعمل طبيبًا بيطريًا، عشق الكيمياء منذ صغره وانكب على مطالعة الكتب الكيميائية. في بداية سنة 1820، درس الطب في جامعة مدينة ماربورغ. وفي 1821 درس في هايدلبورغ الطب والكيمياء، بين 1825 حتى سنة 1831 حيث عمل أستاذا بمدرسة مهنية في برلين.
سافر إلى ستوكهولم لدراسة الأسس النظرية للكيمياء، وعاد إلى فرانكفورت ليتابع أبحاثه في مختبره المنزلي. وفي عام 1831، نشر أول كتاب له بعنوان «أسس الكيمياء العضوية» الذي طبع 15 مرة.
انتشرت أخبار اكتشافاته، فأصبح عضواً في معظم الأكاديميات العلمية ونشر كتاباً بعنوان «أعمال تطبيقية في الكيمياء التحليلية». منحته الجمعية الملكية في لندن الميدلية الذهبية عام 1872 م.

## من أعماله
- أجرى أبحاثا علمية حول خصائص ثيو سيانات الفضة والزئبق وكتب مقالاً حول هذا الموضوع نال بسببه شهرة كبيرة.
- قام بعدة أبحاث حول طرق الحصول على أملاح وأحماض السيانهيدريك والسيانيك.
- قام بدراسة البول فحصل على البولة في مختبره، ودرس خصائصها ونشر أبحاثه هذه في مجلة أبحاث الفيسيولوجيا.
- استطاع تحضير ثالث أوكسيد التنغستن وثالث أكسيد الكروم، وعنصر البريليوم في مختبر مدرسي.
- وضع عدة دراسات وأبحاث حول الأجسام غير العضوية واقترح طريقة جديدة للحصول على الفوسفور.
- استخلص الكوكايين من ورق أشجار الكوكا، وأوضح قدرته على تخدير الإنسان.

## روابط خارجية
- فريدرش فولر على موقع الموسوعة البريطانية (الإنجليزية)
- فريدرش فولر على موقع إن إن دي بي (الإنجليزية)